# لیسا دار
لیسا دار (انگلیسی: Lisa Darr؛ زادهٔ ۲۱ آوریل ۱۹۶۳) یک هنرپیشه اهل ایالات متحده آمریکا است. وی از سال ۱۹۹۱ میلادی تاکنون مشغول فعالیت بوده‌است.
او ابتدا در رشته زیست‌شناسی در دانشگاه استنفورد تحصیل کرد و مدرک خود را از آنجا دریافت نمود. سپس در رشتهٔ بازیگری از دانشگاه یوسی‌ال‌ای فوق کارشناسی دریافت نمود.

## گزیدهٔ آثار

### سینما
- بهترین حرکت او

### تلویزیون
- کنستانتین (۲۰۱۴)
- منتالیست (۲۰۱۴)
- ذهن‌های مجرم (۲۰۱۲)
- دکستر (۲۰۰۹)
- سی‌اس‌آی (۲۰۰۹–۲۰۰۱)
- جراحی پلاستیک (۲۰۰۹–۲۰۰۸)
- علف (۲۰۰۸–۲۰۰۷)
- یگان (۲۰۰۶)
- دکتر هاوس (۲۰۰۶)
- بال غربی (۲۰۰۵)
- کدبانوهای وامانده (۲۰۰۵)
- پرونده‌های اکس (۲۰۰۲)
- افسون‌شده (۲۰۰۲)
- فریژر (۲۰۰۱–۱۹۹۷)
- نسخه اولیه (۱۹۹۸)
- نمایش درو کری (۱۹۹۶)
- بخش فوریت‌های پزشکی (۱۹۹۶)